# 龍角寺岩屋古墳
龍角寺岩屋古墳（りゅうかくじいわやこふん）は、千葉県印旛郡栄町龍角寺にある方墳。115基ある龍角寺古墳群の105号古墳である。龍角寺古墳群・岩屋古墳として国の史跡に指定されている。

## 概要

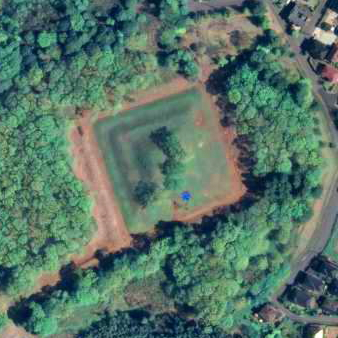
龍角寺岩屋古墳の空中写真（2010年）。

印旛沼北岸の標高約30メートルの台地上に位置する。築造年代は古墳時代終末期の7世紀前半頃との説と、7世紀中ごろとの説がある。これはこれまで岩屋古墳から検出された出土品が全くなく、主に横穴式石室の構造で築造時期についての論議がなされており、築造時代を推定する材料に欠ける上に、龍角寺古墳群内で岩屋古墳の前に築造されたと考えられる浅間山古墳の造営時期が、7世紀初頭との説と7世紀第二四半期との説があることによる。
墳丘は3段築成で一辺78メートル、高さは13.2メートル、幅3メートルの周溝と周堤が巡っている。同時期の大方墳である春日向山古墳（用明天皇陵）、山田高塚古墳（推古天皇陵）をもしのぐ規模であり、この時期の方墳としては全国最大級の規模であり、古墳時代を通しても5世紀前半に造営されたと考えられる奈良県橿原市の桝山古墳に次ぐ、第二位の規模の方墳である。
南面には2基の横穴式石室が10メートル間隔で並ぶ。西側石室は奥行4.23メートル、奥壁幅1.68メートル、高さ2.14メートルを測る。東側の石室は西側よりやや大きいが、現在は崩落している。石材は凝灰質砂岩で、この地方で産出される貝の化石を多量に含んだ下総層群木下層のものである（木下貝層）。被葬者は不明。1970年（昭和45年）に墳丘と横穴式石室の測量調査が行われている。 

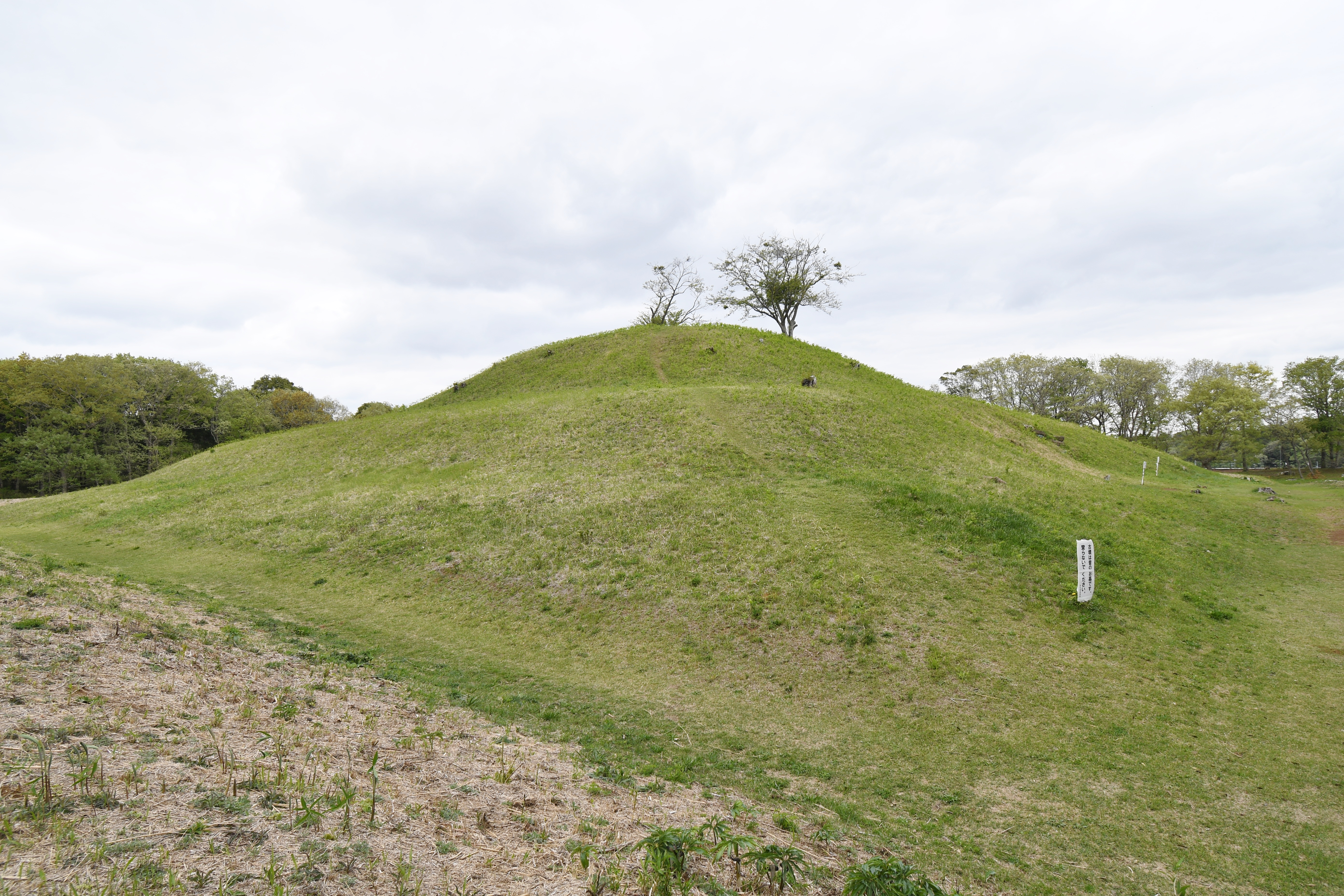
墳丘南西隅（右奥に石室開口部）
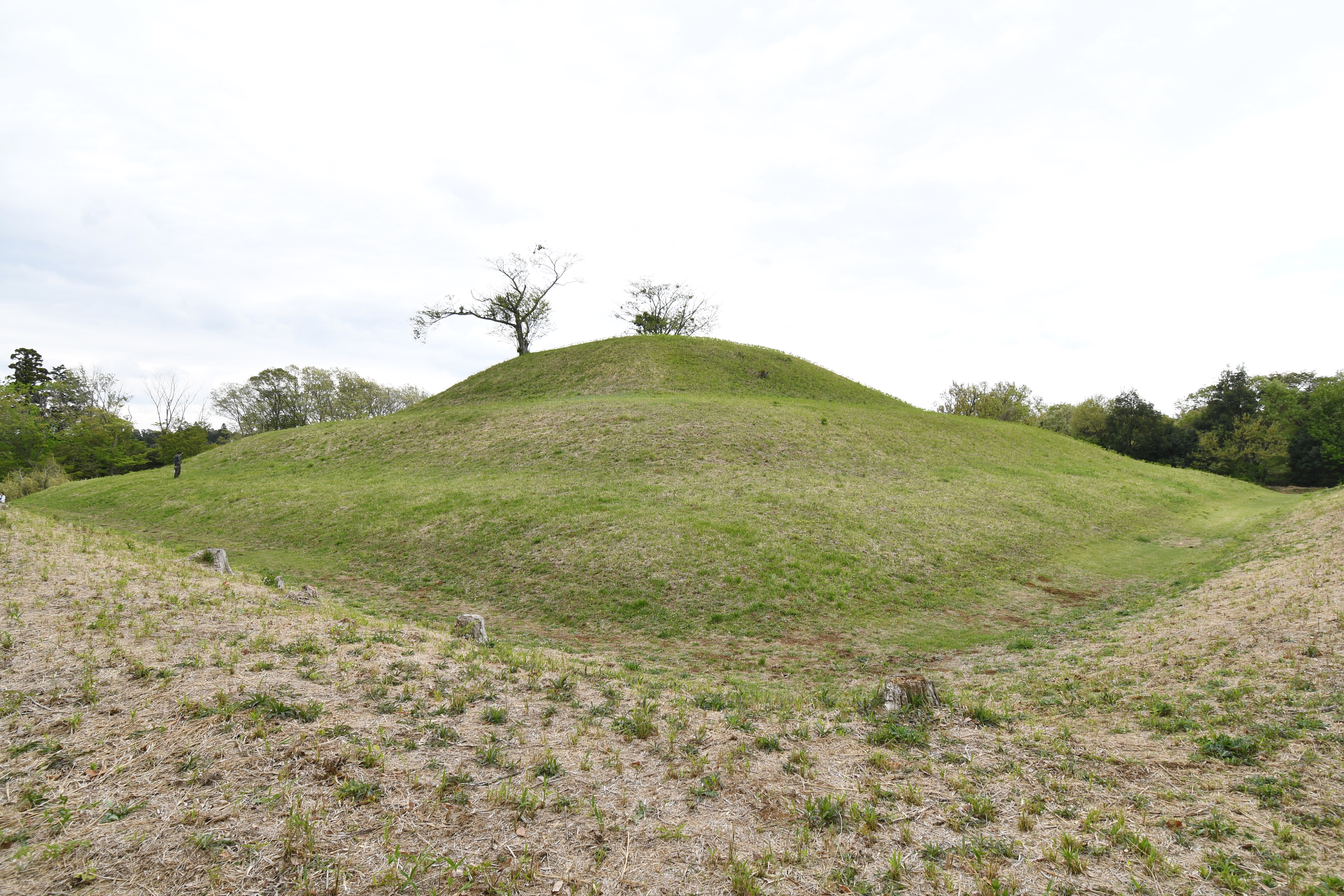
墳丘北西隅・周堤
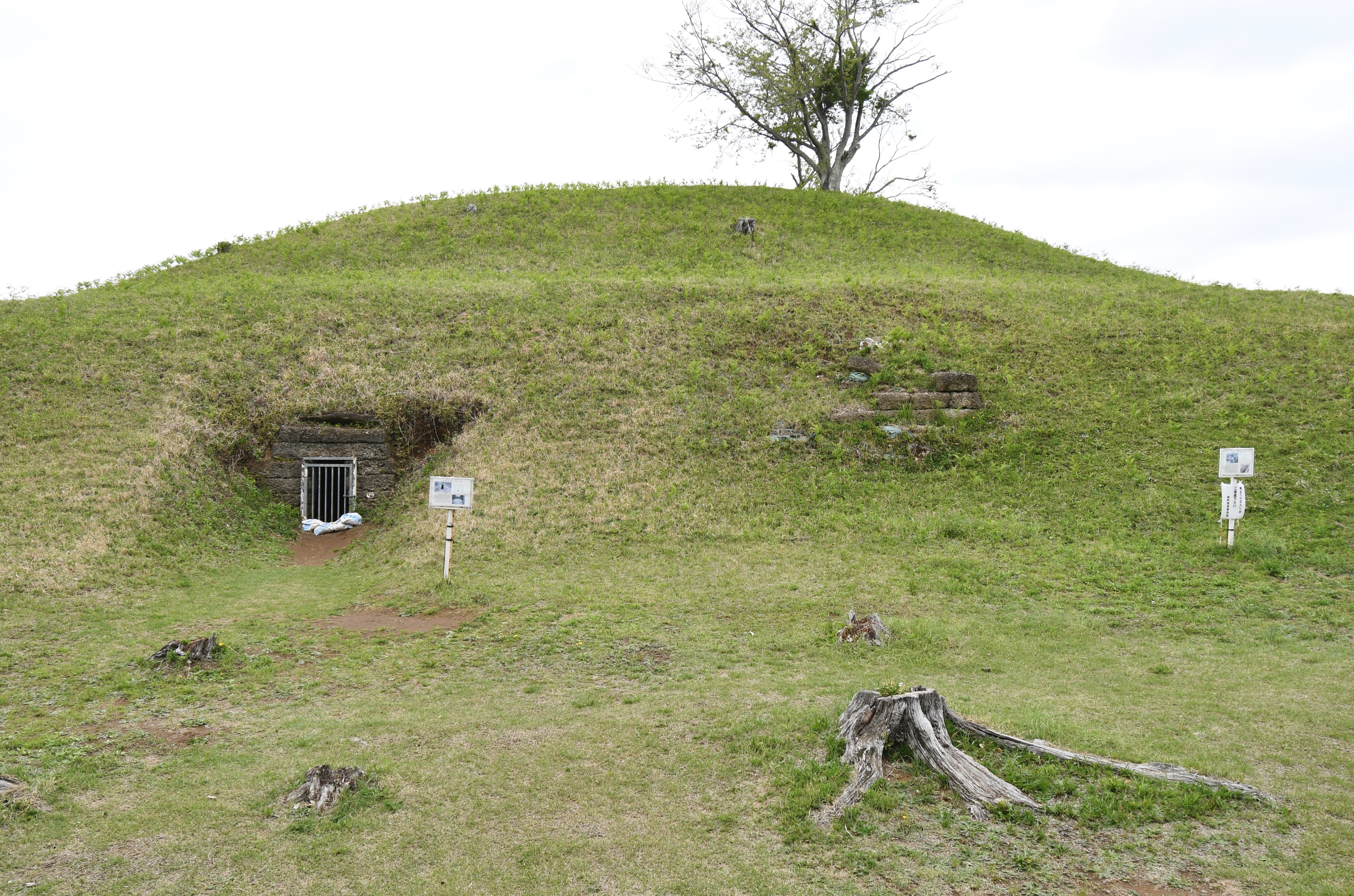
東西石室開口部
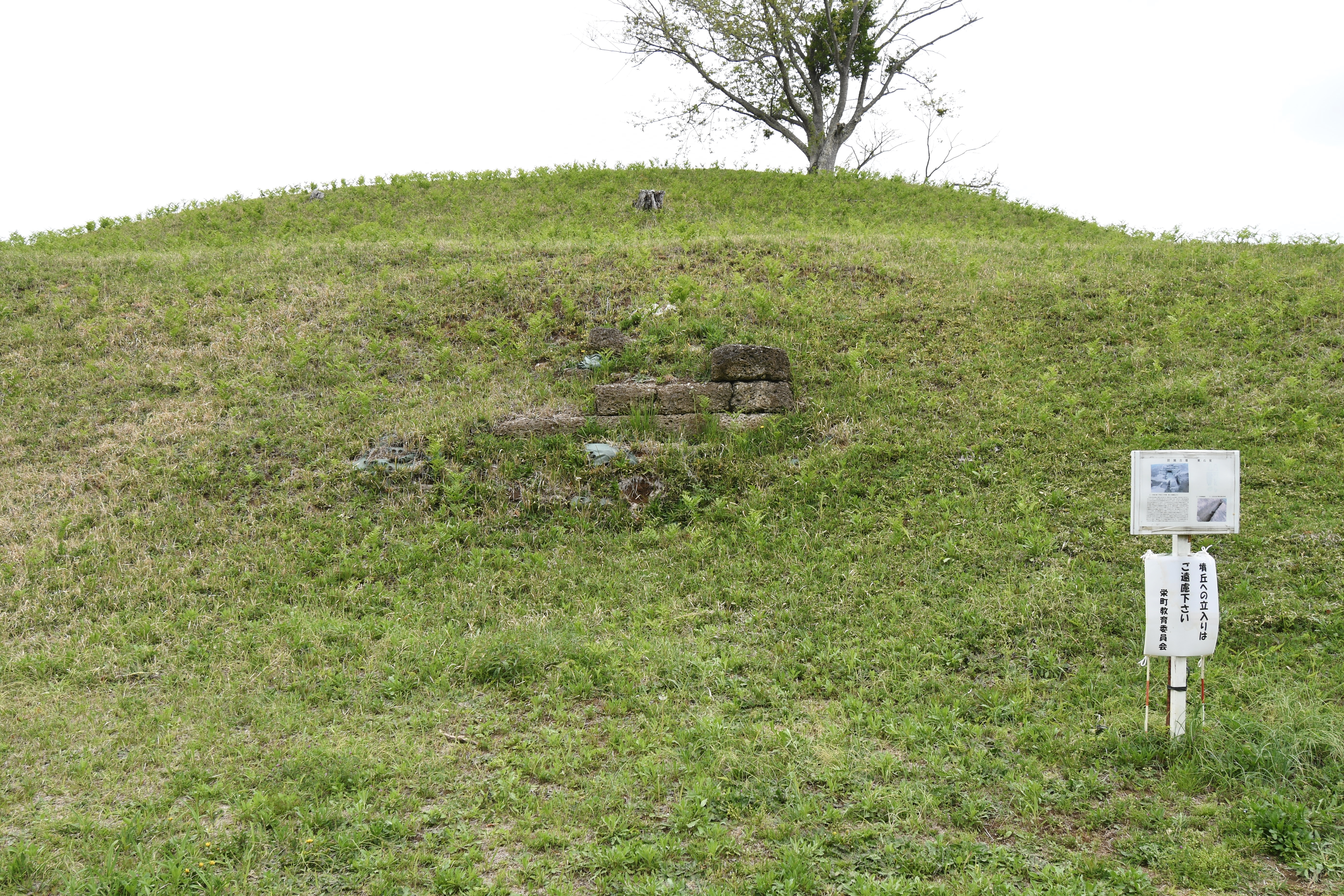
東石室開口部
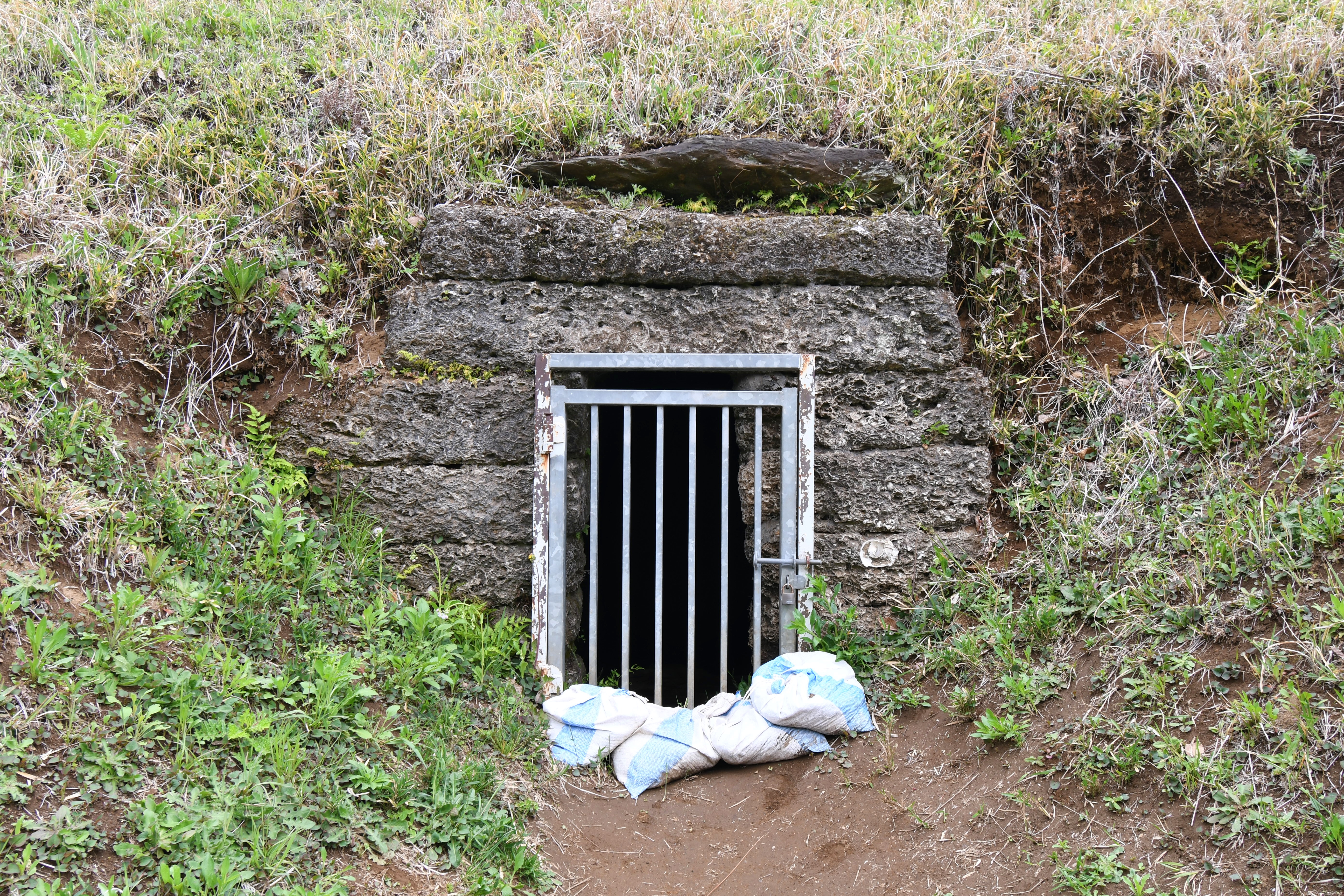
西石室開口部
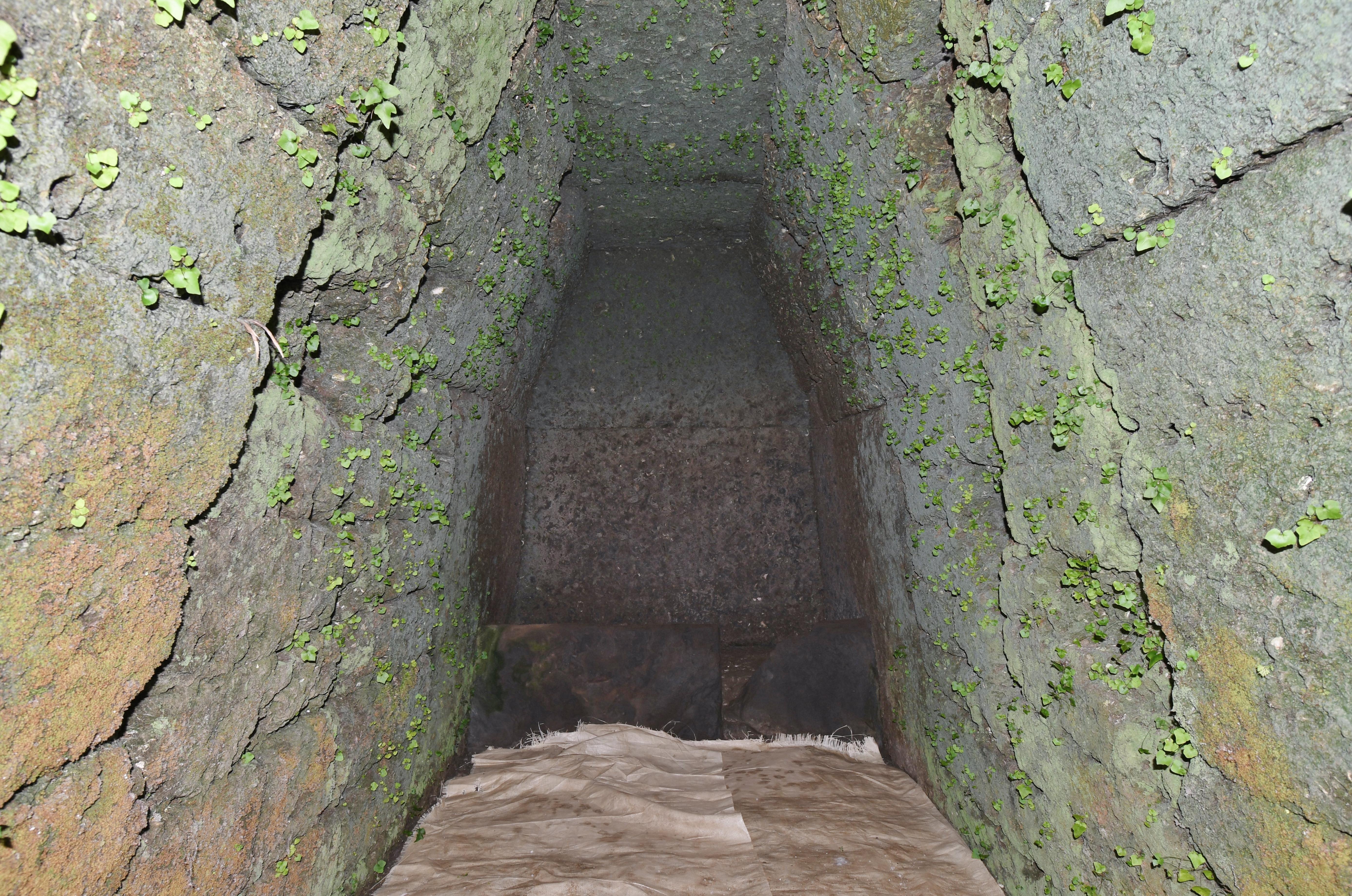
西石室玄室

## 龍角寺古墳群と古墳の立地
岩屋古墳は現在114基の古墳が確認されている龍角寺古墳群に属している。龍角寺古墳群は印旛沼北東部の下総台地上に、6世紀から古墳の造営が開始されたと見られており、当初は比較的小規模な前方後円墳や円墳が築造されていたと考えられている。その後、7世紀前半には印旛沼周辺地域では最も大きな規模の前方後円墳である浅間山古墳が造営され、岩屋古墳は浅間山古墳の後に造営された。
浅間山古墳造営までの龍角寺古墳群は、丘陵内の印旛沼に面した場所に造られた古墳が多かったが、浅間山古墳以降は古墳群の北に当時存在した、香取海方面からの谷奥の丘陵上に築造されるようになった。岩屋古墳も香取海方面からの谷の奥に当たる場所に築造されており、これは印旛沼よりも香取海方面を意識した立地と考えられている。
岩屋古墳以降、龍角寺古墳群ではみそ岩屋古墳など、方墳の築造が7世紀後半にかけて行われたと考えられている。

## 古墳の規模と埋葬施設

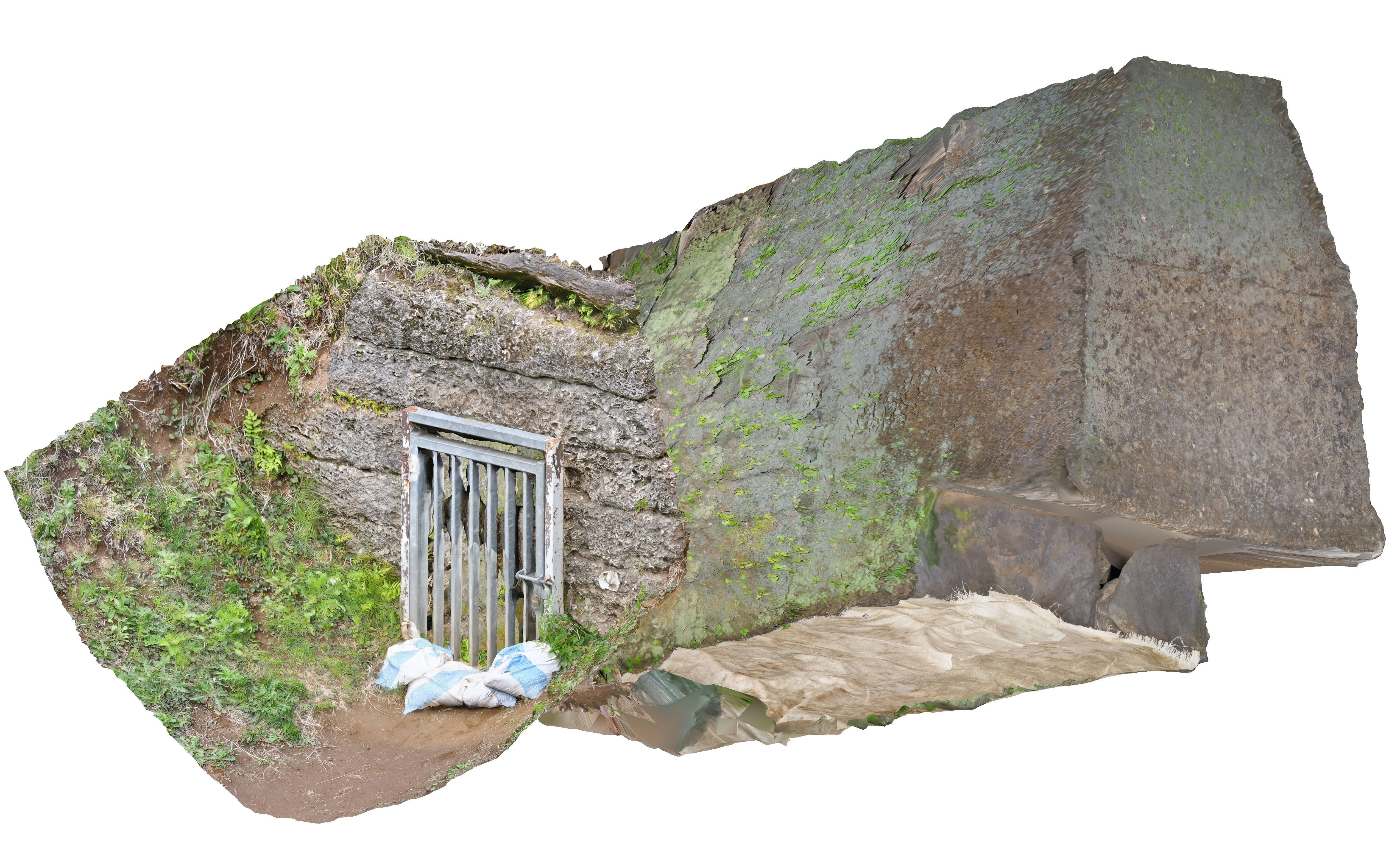
西石室俯瞰図

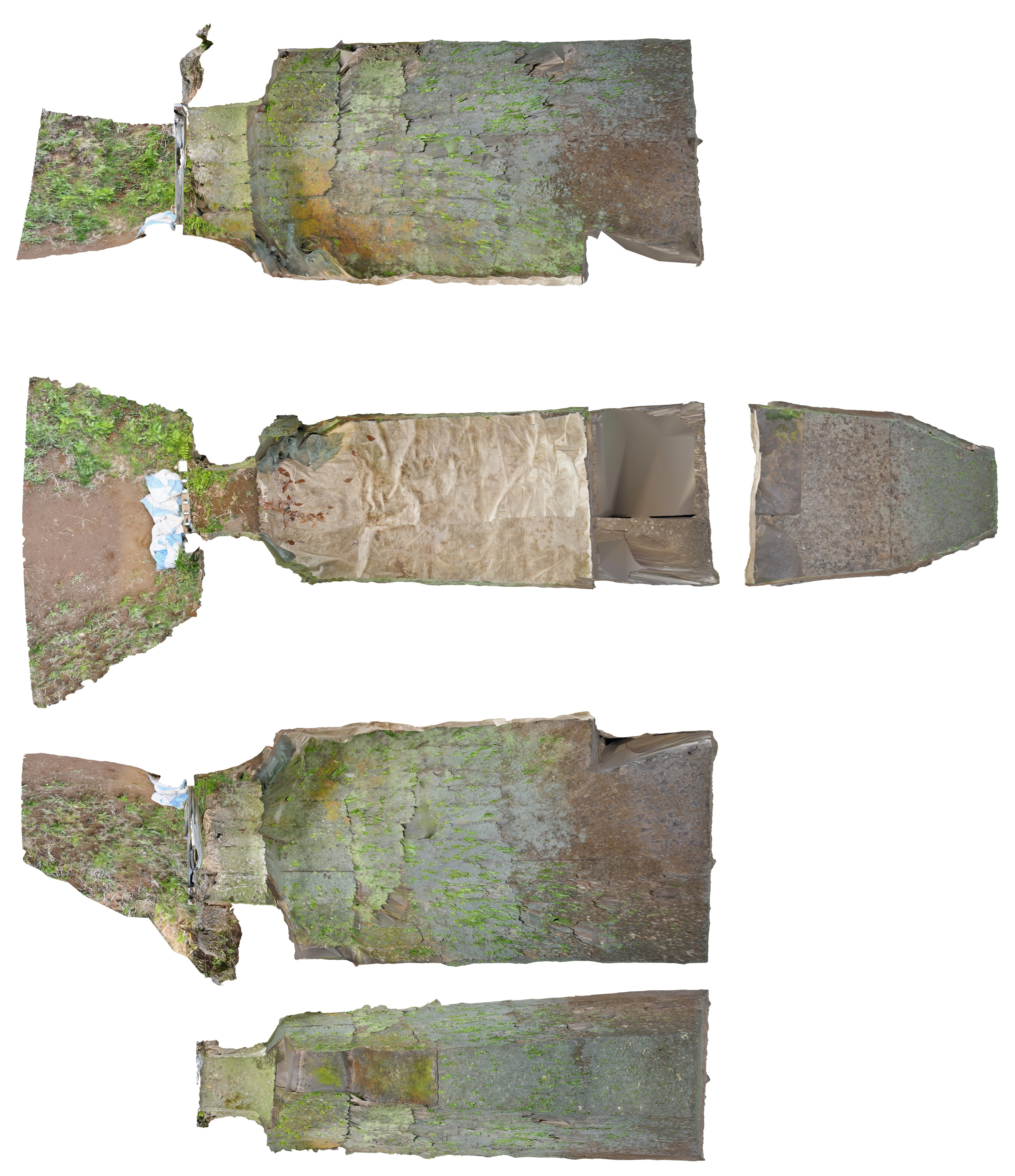
西石室展開図

岩屋古墳は測量の結果によれば一辺約78メートル、高さ約13.2メートルの方墳で、墳丘は三段築成されていて、一段目と二段目が低く三段目が高くなっている。墳丘周囲には南側を除く三方に約3メートルの周溝がめぐり、周溝の外側には外堤が見られる。これらを含めると全体規模は110メートル四方に達する。また2008年に行われた測量調査により、墳丘南側の谷側から墳丘に向かって、斜路が作られていたことが判明した。
埋葬施設である横穴式石室は墳丘の南側の裾部中央に2つあり、ともに羨道をもたない両袖式の玄室だけの構造である。東側の石室は長さ約6.5メートル、幅2メートル強、西側は4.2メートルである。石室は両石室とも木下貝層と呼ばれる印旛沼近郊の狭い範囲に露出する貝の化石を含む砂岩で築造されている。軟らかい石材であることもあって、長さ60～100センチ、幅30センチくらいに切った石を煉瓦を積むように互い違いに積み上げている。また石室内で棺を置いたと思われる場所には、浅間山古墳の横穴式石室で用いられた茨城県筑波山近郊で産出される片岩を使用している。龍角寺古墳群で岩屋古墳以降に築造されたみそ岩屋古墳などの方墳では片岩は用いられることがなく、貝の化石を含んだ砂岩のみが用いられることからも、古墳の築造順は浅間山古墳、岩屋古墳、岩屋古墳以外の方墳という順序であったことが推定できる。
岩屋古墳の横穴式石室は、古文書の内容から1591年（天正19年）にはすでに開口していたと考えられており、開口していた石室をめぐって椀貸伝説が伝えられるなど、民間信仰の対象となっていた。古くから石室が開口していたことと、本格的な発掘調査がまだ行われていないため、岩屋古墳からはこれまでのところ副葬品は全く出土していない。

## 沿革
- 1970年（昭和45年） 明治大学による、石室の実測、墳丘の地形測量。
- 2007年（平成19年） 栄町教育委員会による104号古墳を含む清掃地形測量。

## 史跡指定
1941年（昭和16年）1月27日、国の史跡に指定された。2009年（平成21年）には龍角寺古墳群および周辺の地形を含む広範囲な地域が追加指定され、『龍角寺古墳群・岩屋古墳』として史跡の名称変更がおこなわれた。管理団体は栄町である。

## 住所
- 千葉県印旛郡栄町龍角寺字池下1601他

## その他
- 岩屋古墳の住所は龍角寺と書くが、古墳群の名称は通常「竜」の字を用いている。また、近隣にある龍角寺という寺は「龍」の字である。
- 古墳の頂上に一等三角点が位置する。N35°49′16″.0031 E140°16′37″.5192。

## 墳丘の外観
|  |  |  |
|  |  |  |
|  |  |  |